# АЭС Додевард
АЭС Додевард (нидерл. Kerncentrale Dodewaard) — первая атомная электростанция на востоке Нидерландов, закрытая в 1997 году.  
АЭС Додевард расположена близ одноименного города общины Недер-Бетюве в провинции Гелдерланд, недалеко от границы с Германией. Ближайший крупный город — немецкий Эссен. Строительство АЭС Додевард началось в 1963 году, а 26 марта 1969 года станция дала первый ток. Всю важность запуска первой атомной электростанции страны подчеркивало то, что на открытии присутствовала сама Королева Юлиана.
Всего на АЭС был построен один энергоблок с реактором типа BWR, мощностью 60 МВт, что и составляло мощность АЭС Додевард. Атомная электростанция, ввиду малой мощности строилась больше в научных и исследовательских целях. Именно работы ученых на ней позволили в дальнейшем голландцам построить свою вторую и крупнейшую в стране АЭС — Борселе. Тем не менее, Чернобыльская авария сделала жителей страны ярыми противниками мирного атома. В результате в 1997 году, на семь лет раньше положенного срока, АЭС Додевард была остановлена, так как без перспективы строительства новых станций, такой исследовательский центр был уже не нужен. Весь расщепляющийся материал с АЭС был удалён к 2005 году, а спустя сорок лет в 2045 году все здания также будут демонтированы.

## Информация об энергоблоках
| Энергоблок | Тип реакторов  | Мощность | Мощность | Начало строительства | Физпуск    | Подключение к сети | Ввод в эксплуатацию | Закрытие   |
| Энергоблок | Тип реакторов  | Чистый   | Брутто   | Начало строительства | Физпуск    | Подключение к сети | Ввод в эксплуатацию | Закрытие   |
| ---------- | -------------- | -------- | -------- | -------------------- | ---------- | ------------------ | ------------------- | ---------- |
| Додевард   | BWR, GE design | 54 МВт   | 60 МВт   | 01.05.1965           | 24.06.1968 | 18.10.1968         | 26.03.1969          | 26.03.1997 |